# Ian Fleming Publications
 (juillet 2013).
Si vous disposez d'ouvrages ou d'articles de référence ou si vous connaissez des sites web de qualité traitant du thème abordé ici, merci de compléter l'article en donnant les références utiles à sa vérifiabilité et en les liant à la section « Notes et références ».
Ian Fleming Publications est le nom actuel de la société détentrice des droits littéraires du personnage de James Bond créé par Ian Fleming.
Anciennement nommée Glidrose Publications, la société a acquis sa dénomination actuelle en 2002 quand les descendants de Ian Fleming ont racheté la société.
Elle existait déjà et portait le nom de ses fondateurs, John Gliddon et Norman Rose. Rachetée par Ian Fleming en 1952, elle était destinée à protéger et gérer les droits de ses œuvres. Ian Fleming en était l'actionnaire principal alors que sa femme en détenait une petite partie.
En 1956, Ian Fleming recrute un agent littéraire nommé Peter Janson-Smith afin qu'il gère les droits des romans et nouvelles de James Bond pour l'étranger. Pendant plus de 45 ans, Peter Janson-Smith assura la fonction de consultant littéraire et de président de la compagnie.

## Réécriture politiquement correcte
En 2023, les romans d'espionnage de Ian Fleming sont scrupuleusement corrigés par des « sensitivity readers », relecteurs chargés « de débusquer les termes susceptibles de choquer le lectorat moderne. » Selon le quotidien anglais The Telegraph , « les censeurs sensibles ont eu la main lourde. » Réalisé par Ian Fleming Publications, le « caviardage de l'œuvre de Ian Fleming » concernerait des passages à caractère raciste autour de personnages africains et afro-américains : toutes les occurrences du mot « nègre » ont été ainsi supprimées. Des passages de Vivre et laisser mourir ont été ôtés du nouveau texte. Un « barman noir » devient « barman », un « gangster noir » est réécrit en « gangster ». Selon le Telegraph, néanmoins aucun des propos racistes qui touchent les autres personnes de couleur, comme les Asiatiques, n'a été retouché, ni pour ce qui concerne les remarques homophobes. 